# M3 (cacciacarri)
Il 75 mm Gun Motor Carriage M3 era un semovente cacciacarri americano durante la seconda guerra mondiale. Fu il più numeroso cacciacarri in servizio in America, fu usato in nord Africa, nelle Filippine e alcuni elementi anche in Sicilia, prima che fosse dichiarato obsoleto. Fu successivamente utilizzato dai Marines nella battaglia di Saipan e di Okinawa.

## Sviluppo
La battaglia di Francia aveva molto impressionato l'esercito americano, che comprese quanto fosse necessario difendere i propri mezzi corazzati. così fu fatta una richiesta urgente per sviluppare un cacciacarri per l'esercito americano.
Nel giugno del 1941 ad un M3 Half-track fu aggiunto un cannone 75 mm M1897A5, una versione americana del più famoso 75 mm Mle. 1897 francese usato durante la prima guerra mondiale. A questo veicolo sperimentale fu data la denominazione T12 e fu sorprendente quanto velocemente questo mezzo fu sviluppato. Nell'ottobre del 1941 gli fu dato il nome 75 mm GMC M3 e ne furono prodotti 2200 esemplari fino all'aprile del 1943, nonostante alcuni di questi esemplari furono riconvertiti alla versione standard halftrack. Fu dichiarato obsoleto nel 1944.

## Descrizione
Il cannone fu montato su questo mezzo nella parte posteriore. Il cannone aveva una gittata di 8400 metri, sparando proiettili di tipo AP M72 (Armor Piercing) che erano in grado di penetrare alcune corazze. L'equipaggio a bordo era dotato di un fucile e 4 carabine.